# Piatykhatky

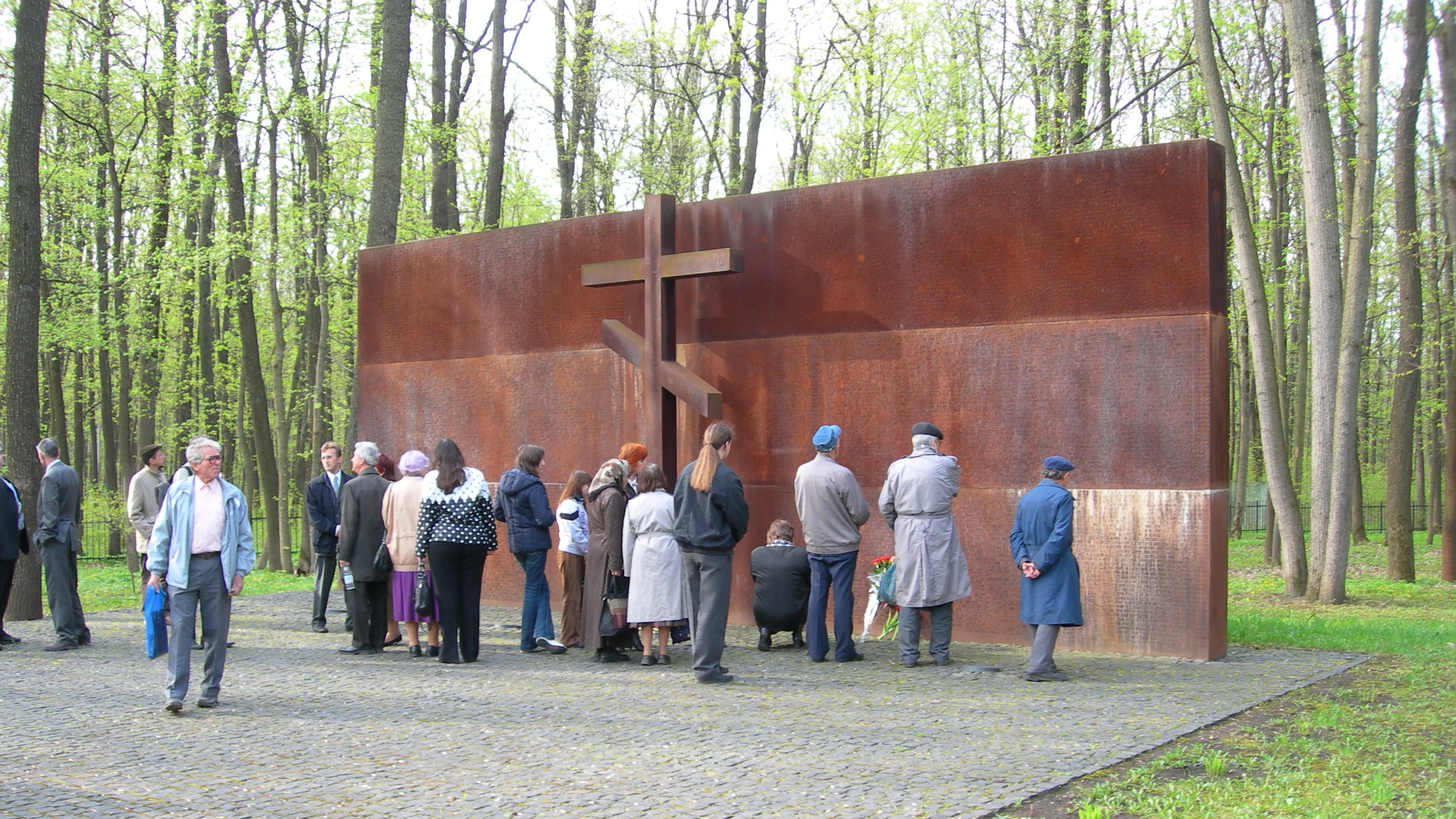
Monumento aos milhares de intelectuais da Ukraina assassinados pela NKVD em 1937-38

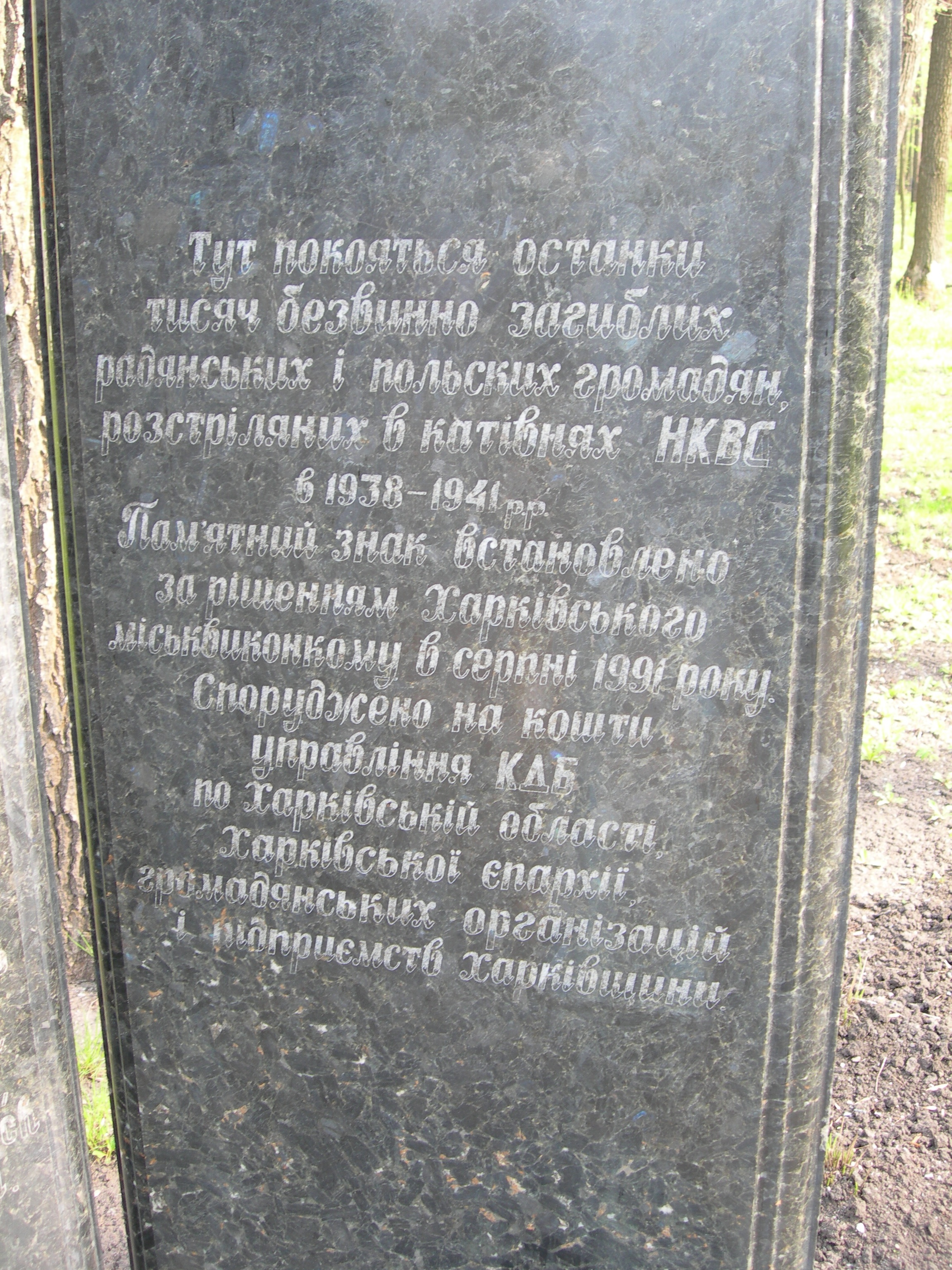
Entrada do memorial

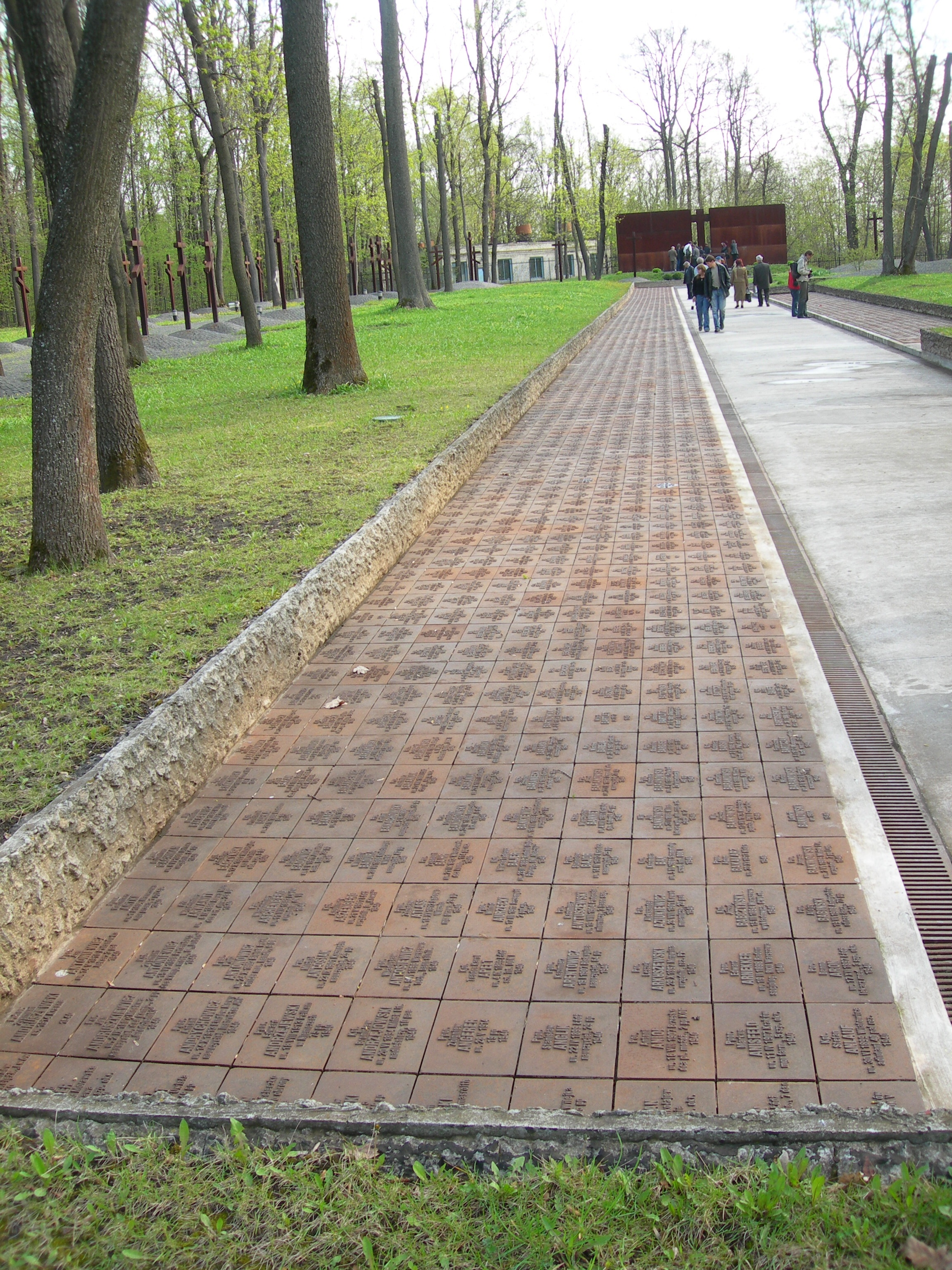
Katyn-Kharkiv memorial

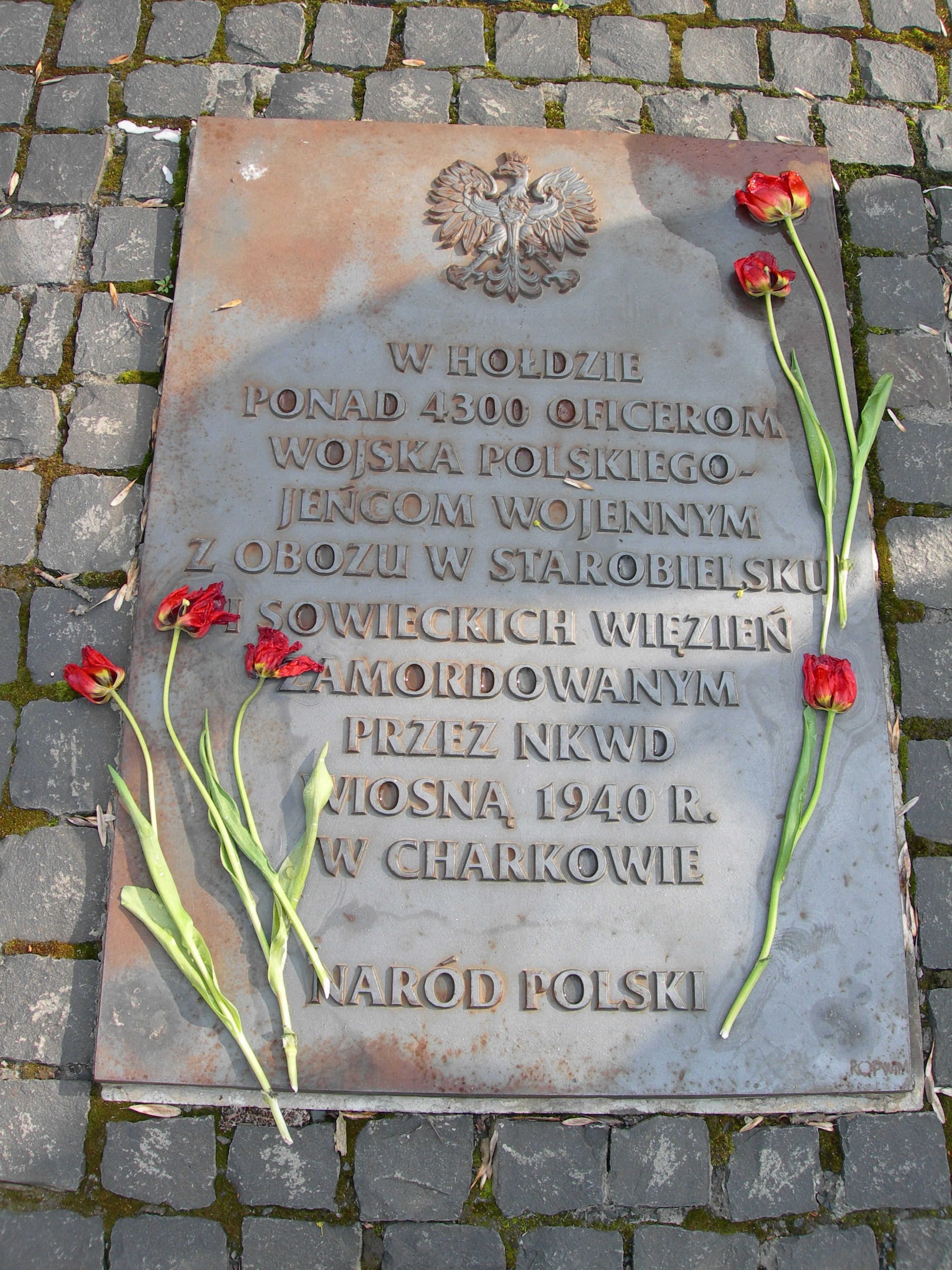
Katyn-Kharkiv memorial

Piatykhatky (em ucraniano:  П'ятихатки); é uma vila nos arredores de Kharkiv, na Ucrânia.

## Local do enterro de oficiais poloneses
O local do enterro foi localizado em uma reserva florestal a cerca de 5 km nos arredores de Kharkiv (atualmente dentro dos limites da cidade). No final dos anos 1930 era uma área remota e pouco povoada. De acordo com moradores, o local era protegido e rodeado por uma cerca na época. Após a Segunda Guerra Mundial o local foi abandonado. 
No final dos anos 1950 - 1960, o centro de pesquisa nuclear de Kharkіv Instituto de Física e Tecnologia de Kharkіv e uma área residencial foram construídas cerca de 1 km do local do enterro. Como resultado do afluxo de novos residentes para esta área anteriormente pouco povoada, o local do enterro foi descoberto por crianças que brincavam na floresta explorando a área circundante. Crianças encontravam na superfície e em sepulturas rasas, ossos, crânios, peças de uniforme (botões, insígnias, etc) do exércitos polaco. Era do conhecimento comum entre os moradores locais que se tratava de local de sepultamento de oficiais poloneses executados em 1940, embora as autoridades negavam qualquer conhecimento disto. 
Mais tarde, uma área de lazer para os funcionários da KGB foi construído no local. Em 1969, Yuri Andropov , presidente do KGB , mandou apagar todos os vestígios do assassinato dos poloneses. As Vítimas de Katyn foram cobertas com cal.
As autoridades continuaram a negar qualquer conhecimento deste local do enterro, até 1990, quando o governo da Ucrânia recentemente independente admitiu que era o local do enterro de oficiais poloneses, bem como os cidadãos soviéticos executados pelo regime de Stalin, em 1930.

## Memorial
Um memorial foi construído em memória dos intelectuais ucranianos assassinados pelo polícia secreta soviética (o NKVD ) em 1937-38, e também dos vários milhares de oficiais  poloneses assassinados em 1940, como parte do massacre de Katyn.
O parque foi financiado pelo governo polonês e erguido pela população local. Ele contém um sino fixado no chão que soa a cada hora. Placas individuais para cada um dos oficiais poloneses assassinados no local, incluindo o seu nome, posto e cidade de nascimento são dispostas linha após linha após linha.
Os nomes de intelectuais, escritores, dramaturgos, músicos, professores, conferencistas principalmente ucranianos estão esculpidos em um memorial feito de aço que é constantemente molhado com ferrugem, dando a impressão de estar constantemente a sangrar.
E um parque para refletir e contemplar os efeitos colaterais de um regime brutal totalitário.